# Конституционный суд Бельгии
Конституционный суд Бельгии (нидерл. Grondwettelijk Hof van België, фр. Cour constitutionnelle de Belgique, нем. Belgiens Verfassunggerichtshof) — высший судебный орган Королевства Бельгия, до 10 мая 2007 года назывался Арбитражным судом Бельгии (нидерл. Arbitragehof van België, фр. Cour d’Arbitrage de Belgique, нем. Belgiens Schiedshof), но уже тогда, несмотря на название, являлся не арбитражным (решающим коммерческие вопросы), а фактически конституционным судом.

## История и компетенция
Создан в 1980 году в процессе федерализации страны, сформирован в 1984 году и вынес первое решение в 1985 году. Первоначально решал только вопросы разграничения полномочий между федеральным правительством, с одной стороны, и властями национальных сообществ и регионов Бельгии, с другой стороны; с самого начала имеет право отмены законодательных норм. С 2003 года решает вопросы о соответствии законов Разделу II Конституции (посвящённому правам человека), а также статьям Конституции, посвящённым равенству граждан при налогообложении и запрету дискриминации иностранцев.
Предлагалось также, чтобы Арбитражный (Конституционный) суд Бельгии решал вопрос о соответствии правовых норм международным конвенциям, но это предложение не было принято.

## Состав
Конституционный суд состоит из двенадцати судей, шести нидерландоязычных и шести франкоязычных (один из 12 судей должен также знать немецкий язык). Половина членов Суда — профессиональные юристы, другая половина состоит из политиков — бывших депутатов законодательных палат или же парламентов сообществ или регионов. Многие из них также являются юристами по образованию. Каждый судья назначается пожизненно королём Бельгии из двух кандидатов, утверждаемых последовательно Палатой представителей и Сенатом. Кандидаты, между которыми выбирает король, утверждаются большинством в две трети голосов присутствующих депутатов.

## Рассмотрение дел
Дела могут быть поданы на рассмотрение Суда двумя способами: через преюдициальный вопрос, исходящий от судебной инстанции, или же посредством ходатайства об отмене закона. Права ходатайства имеют:
- федеральный Совет министров,
- правительства сообществ и регионов,
- любое частное лицо, предъявившее доказательства своей заинтересованности в вопросе,
- председатели законодательных собраний по требованию двух третей депутатов своей палаты.